# La Chaussée (Seine-Maritime)
La Chaussée település Franciaországban, Seine-Maritime megyében. Lakosainak száma 553 fő (2022. január 1.). La Chaussée Anneville-sur-Scie, Aubermesnil-Beaumais, Le Bois-Robert, La Chapelle-du-Bourgay, Crosville-sur-Scie, Dénestanville, Longueville-sur-Scie és Sainte-Foy községekkel határos.

## Népesség
A település népességének változása:
| Lakosok száma | 551  | 565  | 563  | 549  | 542  | 542  | 538  | 545  | 553  |
|               | 2013 | 2015 | 2016 | 2017 | 2018 | 2019 | 2020 | 2021 | 2022 |